# Зільке Боденбендер
Зільке Боденбендер (нім. Silke Bodenbender; нар. 31 січня 1974, Бонн, Північний Рейн-Вестфалія, Німеччина) — німецька акторка театру, кіно та телебачення.

## Життєпис
Зільке Боденбендер народилася 31 січня 1974 року в Бонні. 
Навчалася в драматичній школі у Монхені. 
У 1996-1999 роках була акторкою міського театру Південно-Східного Баварії.

## Особисте життя
Сільке Боденбендер перебуває у стосунках з німецьким письменником та сценаристом Флоріаном Беккергоффом. У них є двоє дітей, син (нар. 2010) та донька (нар. 2014). Боденбендер з сім'єю мешкає в Берліні, у районі Темпельгоф-Шенеберґ.

## Фільмографія
- 2018 — Лотте Єґер та село проклятих[de] / Lotte Jäger und die Tote im Dorf — Лотте Єґер
- 2017 — Комісар та дитина / Der Kommissar und das Kind — Енн Рот
- 2017 — Бажані діти[de] / Wunschkinder — Сандра Гайм
- 2017 — Розшукується дитина[de] / Ein Kind wird gesucht — Сандра Шліттер
- 2017 — Королева ночі / Königin der Nacht — Інґа Штольц
- 2016 — Дикі[de] / Wild — Кім
- 2014 — Кровні сестри[de] / Blutsschwestern — Чарлі
- 2013 — Все гаразд[de] / Es ist alles in Ordnung — Бірґіт
- 2013 — Місце злочину / Tatort — Мона Зейц
- 2011 — Невидима дівчина[de] / Das unsichtbare Mädchen — Інґе-Марія Колб
- 2011 — Різдвяних янголів не цілується[de] / Weihnachtsengel küsst man nicht — Ліна Зінгер
- 2011 — Батько — вбивця матері[de] / Vater Mutter Mörder — Естер Веснік
- 2011 — Година вовка[de] / Die Stunde des Wolfes — Ребекка Талберґ
- 2010 — Побачення з незнайомцем[de] / Wiedersehen mit einem Fremden — Лізбет Штейнер
- 2010 — Поки нічого не залишається[de] / Bis nichts mehr bleibt — Ґейн Райнер
- 2009 — Поза смертю[de] / Über den Tod hinaus — Ельке Ваґнер
- 2007 — Острів скарбів[de] / Die Schatzinsel — Аннабель Гокінз
- 2007 — Страшний суд[de] / Das jüngste Gericht — Моніка Фабер
- 2007 — Пекло — полум'я над Берліном[de] / Das Inferno – Flammen über Berlin — Катя Штрассер
- 2007 — Серйозна справа[de] / Eine folgenschwere Affäre — Ірен
- 2006 — Срібне весілля[de] / Silberhochzeit — Вів'єн
- 2006 — Небіжчик на пляжі[de] / Der Tote am Strand — Роза
- 2006 — Тато і мама[de] / Papa und Mama — Катя Улріх
- 2004 — Мрія про південь[de] / Der Traum vom Süden — Мартіна
- 2002 — Прокляте кохання / Verdammt verliebt — Аніка Альсдорф
- 2002 — Слідчий / Der Ermittler — Конні Бадер
- 2001 — Свята Анґела[de] / St. Angela — Мануела
- 1999 — Прогулянка Юлії / Julias Spaziergang — дівчина у скорботі
- 1999 — Довга дивізія / Long Division — Паула

## Нагороди та номінації
| Рік  | Нагорода                    | Номінація                      | Робота             | Результат |
| ---- | --------------------------- | ------------------------------ | ------------------ | --------- |
| 2014 | Німецька телевізійна премія | Найкраща акторка               | «Все гаразд»       | Номінація |
| 2012 | Німецька телевізійна премія | Найкраща акторка               | «Невидима дівчина» | Номінація |
| 2008 | Німецька телевізійна премія | Найкраща акторка другого плану | «Серйозна справа»  | Перемога  |
| 2013 | Золота камера               | Найкраща акторка               | «Невидима дівчина» | Номінація |
| 2010 | Золота камера               | Найкраща акторка               | «Поза смертю»      | Номінація |